# Торрі-Малакофф
Торрі-Малакофф (порт. Torre Malakoff — «вежа Малакофф», «Малахова вежа») — вежа у туніському стилі в Старому Ресіфі, Ресіфі, Пернамбуку, Бразилія, що колись була частиною Морського арсеналу та була названа на честь Малахова кургана в Севастополі, який прославився під час Кримської війни (1853—1855).
Власне Морський арсенал (Arsenal da marinha) було закладено у 1834 році та завершено у 1837. Будівництво вежі, що мала стати головним в'їздом до арсеналу, почалося пізніше, у 1853 році. Під час будівництва вежі місцева газета Diario de Pernambuco детально освітлювала події Кримської війни. За інформацією історика Перду Велозу Коста, назву «Малакофф» було надано вежі населенням міста, на честь прославленого у війні бастіону.
З проголошенням в Бразилії республіки арсенал припинив використовуватися, а вежа була покинута. Хоча уряд міста планував її загалом знищити, населення встало на захист пам'ятки. В результаті вежу було відремонтовано та перетворено на культурний центр та музей. Зараз вона поділяється на дві функціональні частини:
- Культурний центр, місце проведення виставок з технології, мистецтва і науки.
- Астрономічна обсерваторія, що належить Музею космічної науки (ще одна обсерваторія музею знаходиться в Олінді).